# Tomșani, Vâlcea
Tomșani là một xã thuộc hạt Vâlcea, România. Dân số thời điểm năm 2002 là 4197 người.